# Guia Lopes da Laguna
Guia Lopes da Laguna este un oraș în Mato Grosso do Sul (MS), Brazilia.